# Melecta obscura
Melecta obscura är en biart som beskrevs av Heinrich Friese 1895. Melecta obscura ingår i släktet sorgbin, och familjen långtungebin. Inga underarter finns listade i Catalogue of Life.